# Rossana Dresdner
Rossana Dresdner Cid (Boston, Estados Unidos, 24 de noviembre de 1961) es una periodista y especialista en comunicaciones públicas chilena. Es conocida por su trabajo sobre derechos humanos y por asesorar a instituciones públicas y políticas dentro de los gobiernos de la Concertación en Chile. Entre 2022 y 2025 fue la directora ejecutiva de la Fundación Imagen de Chile.

## Biografía
Hija de los científicos chilenos George Dresdner e Hilda Cid, nació cuando ambos padres cursaban sus estudios de Doctorado en Instituto de Tecnología de Massachusetts (MIT), en Estados Unidos.
De regreso a Chile, la familia se mudó a Valdivia, donde sus padres se incorporaron como académicos de la Universidad Austral de Chile, plantel donde su padre asumió como primer decano de la Facultad de Ciencias.
Posterior al Golpe de Estado en Chile de 1973, sus padres fueron exonerados de la universidad y la familia debió salir al exilio a Suecia, donde encontraron trabajo en la Universidad de Uppsala.

## Vida profesional
Regresó a Chile en 1986 y estudió periodismo en la Universidad de Chile. Paralelamente, se involucró en el movimiento contra la dictadura e ingresó a las Juventudes Comunistas de Chile (JJ.CC.) y trabajó en la revista clandestina Rebelión, de las JJ.CC. A fines de 1988 congeló sus estudios para ser jefa de prensa de la recién creada Izquierda Unida (coalición política de Chile) donde trabajó con su presidente Aníbal Palma y otros dirigentes políticos de izquierda, hasta después del Plebiscito nacional de Chile de 1988.[cita requerida]
En 1990 ingresó al semanario El Siglo, donde se dedicó al periodismo de derechos humanos. Sus reportajes sobre el Informe Rettig, escritos bajo el seudónimo Gabriela Cid obtuvieron el Premio Latinoamericano de Periodismo José Martí en 1992 a la mejor investigación periodística. Ese mismo año publicó en El Siglo sobre agentes de la Dirección de Inteligencia Nacional, DINA, que tuvo una venta superior a los 30 mil ejemplares y por el cual sufrió amedrentamientos de organismos de seguridad.
En 1993 se incorporó al gobierno de Patricio Aylwin en el área de Comunicaciones de la Secretaría de Comunicación y Cultura, y trabajó en asesorías externas al Ministerio de Hacienda, Ministerio de Obras Públicas, Ministerio de Justicia y Derechos Humanos, Ministerio de Salud, Ministerio del Trabajo y Previsión Social, Codelco, HidroAysén, Vespucio Sur y Correos de Chile, entre otras instituciones.
Fue directora de Comunicaciones de la Cámara de Diputados, directora de Comunicaciones del Consejo Nacional de la Cultura y las Artes, y posteriormente asesora de la Presidencia de la Cámara de Diputados durante tres períodos: para los presidentes Aldo Cornejo (2014), Marco Antonio Núñez (2015) y Osvaldo Andrade (2016). En esa misma época fue presidenta de la Corporación chileno-sueca Edelstam, que trabaja por la difusión de los derechos consagrados en la Declaración Universal de los Derechos Humanos de la Organización de las Naciones Unidas.
En el año 2016 asumió como Jefa de Prensa de la candidatura presidencial de Ricardo Lagos, y posteriormente se desempeñó como su asesora en contenidos de prensa, nacionales e internacionales, durante cinco años. Y al año siguiente (2017), fue asesora externa de la Cancillería en Chile para la campaña de prensa nacional e internacional del Voto Chileno en el Exterior Elección presidencial de Chile de 2017, en los comicios de Primarias y Elecciones Presidenciales en Primera y Segunda Vuelta. En diciembre de 2022 fue nombrada con Directora Ejecutiva de la Fundación Imagen de Chile por la Ministra de Relaciones Exteriores, Antonia Urrejola.  El 3 de abril de 2025 dejó sus funciones como directora ejecutiva.

### Trayectoria literaria
Publicó su primera novela el año 2012, Pasajeros en Tránsito, que fue incluida por el crítico y académico Grínor Rojo en la investigación de Las novelas de la Dictadura y postdictadura, 1974-2015, y señalada como uno de los 34 títulos que brillan en la producción de la época.[cita requerida] La obra fue parte de la Tesis Narraciones desde el horror: recorrido crítico por la escritura de tres mujeres chilenas, Universidad de Chile. Aquí se señala que es una "Novela sobre la traumática experiencia del exilio, el desarraigo, la fractura identitaria y el devenir en un mundo globalizado.” 
En 2020, publicó Honorables, novela en la que crea una ficción a partir de hechos reales, teniendo como fondo los entresijos del poder.
Desde marzo de 2022 integra la Mesa Coordinadora de la agrupación de Autoras Chilenas, Auch+.

## Obras

##### Novelas
- Pasajeros en Tránsito (2012, LOM Ediciones)

- Honorables (2020, LOM Ediciones)
- Tu memoria en mis ojos (2025, LOM Ediciones)

##### Crónicas
- Mi Primer periodo en Suecia - El milagro de pertenecer, Memoria Chilena.[9]
- La Brigada Dignidad, 2020, El Mostrador[10]

## Premios
- 1992: Premio Latinoamericano de periodismo José Martí.